# Itaboraí Profute Futebol Clube
O Itaboraí Profute Futebol Clube é uma agremiação esportiva da cidade de Itaboraí, Rio de Janeiro. Foi fundado no dia 4 de junho de 2004 como Profute Futebol Clube; entre 2010 a 2017 chamou-se Itaboraí Profute Futebol Clube. Em 2017, após uma parceria com o Associação Atlética Volantes, o clube mudou-se para Mesquita, e passou a  se chamar Profute Volantes Futebol Clube entre 2017 e 2019. Em 2020 voltou a se chamar Itaboraí Profute Futebol Clube.

## História

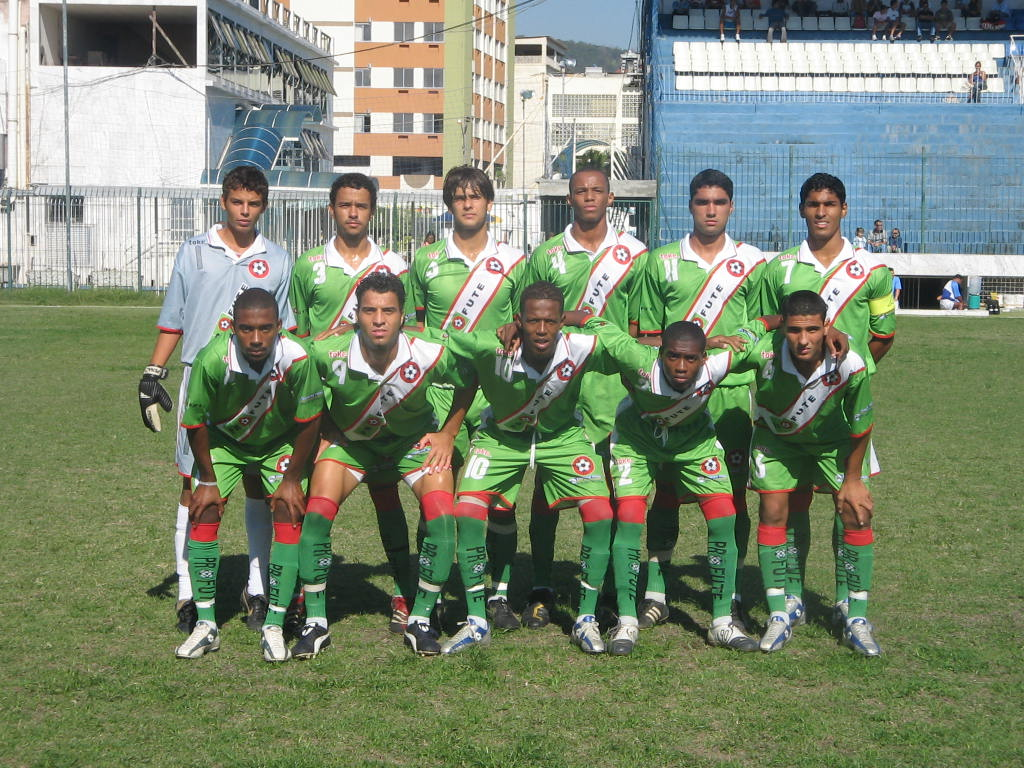
Equipe de juniores do Profute, em 2007. Foto de Paulo Roberto Rodrigues

Estreia no Campeonato da Terceira Divisão de Profissionais em 2005. Na primeira fase se classifica em segundo lugar, atrás do Esporte Clube Miguel Couto e à frente de Paraíba do Sul Futebol Clube e Rubro Social Esporte Clube, também habilitados. Artsul Futebol Clube, Associação Atlética Colúmbia e Futuro Bem Próximo Atlético Clube são eliminados. Nas quartas-de-final foi eliminado pelo Estácio de Sá Futebol Clube, o campeão da competição.
Em 2006, é convidado a disputar a fase preliminar da Segunda Divisão, se classificando na primeira fase em terceiro lugar, atrás de Teresópolis Futebol Clube e Villa Rio Esporte Clube. Barcelona Esporte Clube, Campo Grande Atlético Clube e União Central Futebol Clube foram eliminados. Na primeira fase acaba eliminado ao ficar em sexto lugar em sua chave. Os classificados foram CFZ do Rio Sociedade Esportiva e Duque de Caxias Futebol Clube. Itaperuna Esporte Clube, Tigres do Brasil, Bangu Atlético Clube, Profute, Mesquita Futebol Clube e Serrano Foot Ball Club foram eliminados.
A equipe sub20 em preparação para o estadual da categoria, no mesmo ano, foi campeã Gonçalense sobre o Flamenguinho do Pacheco, bairro de São Gonçalo, com vitória por 5x2 e tendo o artilheiro da competição Welington com 8gols, comandada pelo então treinador interino Álvaro Santos, e que depois viria à estrear no estadual sob o comando de Renato Santos com vitória de 5x0 sobre o Bangu..

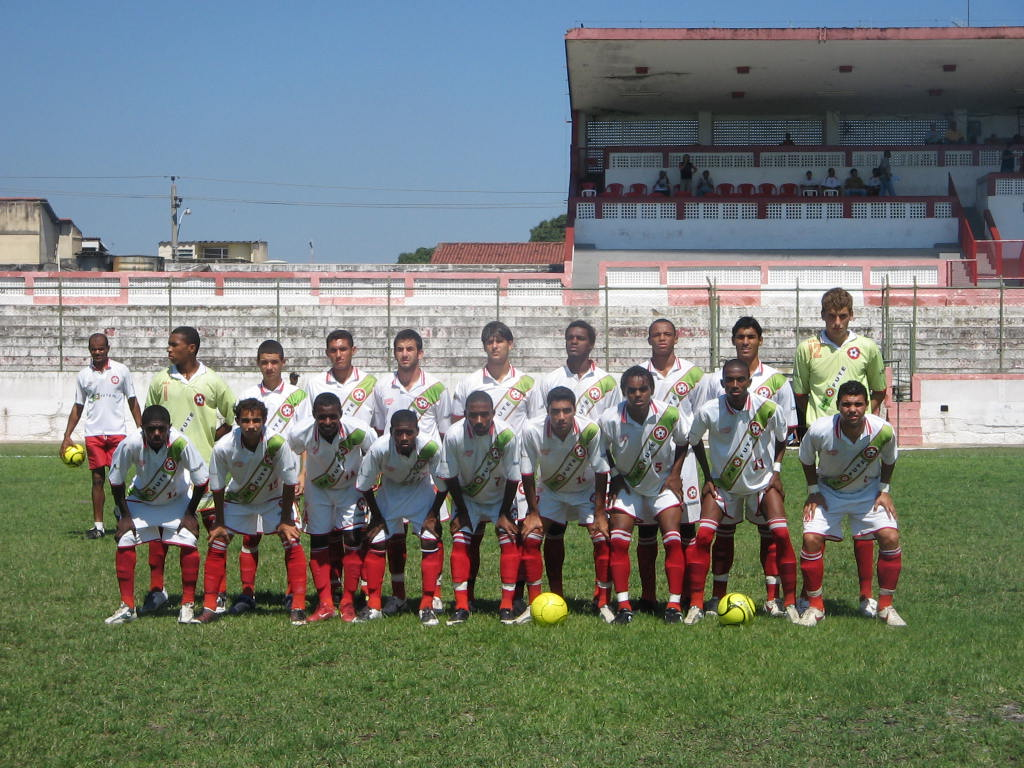
Uniforme reserva do Profute, em 2007. Foto de Paulo Roberto Rodrigues

Em 2007, o time fica em último lugar em sua chave, atrás dos classificados Guanabara Esporte Clube, São Cristóvão de Futebol e Regatas, Goytacaz Futebol Clube e Associação Atlética Portuguesa. O Estácio de Sá Futebol Clube foi eliminado e o Profute foi obrigado a disputar um torneio de repescagem visando o descenso. Nesse "torneio da morte" a equipe ficou na liderança, seguida do Artsul Futebol Clube. Foram rebaixados à Terceira Divisão Casimiro de Abreu Esporte Clube e Rubro Social Esporte Clube.
Em 2008, ficou em quinto lugar em sua chave, não se classificando à fase seguinte. Se classificaram Tigres do Brasil, Teresópolis Futebol Clube, Silva Jardim Futebol Clube e Guanabara Esporte Clube. O Serrano foi relegado ao grupo da morte.
Em 2009, fica apenas na nona posição no Grupo "A", caindo para o torneio de repescagem, o Grupo X, conhecido por "Torneio da Morte". O America Football Club é o primeiro, seguido de Quissamã Futebol Clube, Riostrense Esporte Clube, Bonsucesso Futebol Clube, Artsul Futebol Clube, Cardoso Moreira Futebol Clube, CFZ do Rio Sociedade Esportiva e São Cristóvão de Futebol e Regatas. Na lanterna ficou o Grande Rio Bréscia Clube. Mais uma vez conseguiu escapar do rebaixamento ao liderar o grupo. O Aperibeense Futebol Clube ficou em segundo, seguido do Angra dos Reis Esporte Clube. Foram rebaixados Villa Rio Esporte Clube, Campo Grande Atlético Clube e Grande Rio Bréscia Clube, o qual desistiu de participar do torneio da morte.
Em 2010, na primeira fase no Grupo "B" fica apenas na oitava posição. Se classificam Sendas Esporte Clube, Bonsucesso Futebol Clube, Sampaio Corrêa Futebol e Esporte, Itaperuna Esporte Clube e Artsul Futebol Clube. Goytacaz Futebol Clube, Profute, Céres Futebol Clube e Angra dos Reis Esporte Clube são eliminados e são obrigado a disputar o Grupo "X", o "torneio da morte". O São Cristóvão de Futebol e Regatas liderou a disputa, seguido de Mesquita Futebol Clube e Angra dos Reis Esporte Clube. O Profute, Associação Atlética Portuguesa e Goytacaz Futebol Clube seriam os rebaixados, mas apenas este último caiu por conta da desistência do Rio das Ostras Futebol Clube e do Riostrense Esporte Clube.
Em 2011, anuncia a suspensão das atividades profissionais sofrendo automaticamente descenso à Série C. A agremiação deixa suas instalações em Tanguá. Aparentemente estaria decretado o fim do time que revelou tantos atletas.
Contudo, em 2013, resolveu retornar às disputas sob nova direção e nova roupagem. Márcio Santos foi empossado no cargo de presidente, entrando na vaga que era de Aílson Jorge Brasil. Com o pensamento de transformar o Profute no primeiro clube no coração da população de Itaboraí, o novo mandatário pensa em uma série de ações de marketing, sendo uma delas inclusive, a mudança de nome e o investimento nas categorias de base, contudo por desentendimentos quanto a locação do Alzirão o clube teve que mandar seus jogos no Marrentão.
O clube logo após passou por um longo período de inatividade, só voltando as competições em 2016, sendo campeão do Torneio Amistoso da FERJ, equivalente a um nível abaixo da Serie C do carioca. Jogando novamente em Duque de Caxias abandonando de vez os planos de jogar em Itaboraí.

## Títulos
- 2006 - Campeão Gonçalense de Futebol Júnior;
- 2009 - Campeão Gonçalense de Futebol Juvenil;
- 2016 - Torneio Amistoso

## Fonte
- VIANA, Eduardo. Implantação do futebol Profissional no Estado do Rio de Janeiro. Rio de Janeiro: Editora Cátedra, s/d.